# 18806 Zachpenn
18806 Zachpenn è un asteroide della fascia principale. Scoperto nel 1999, presenta un'orbita caratterizzata da un semiasse maggiore pari a 2,7478846 UA e da un'eccentricità di 0,1062900, inclinata di 4,97564° rispetto all'eclittica.